# Сплав Гейслера

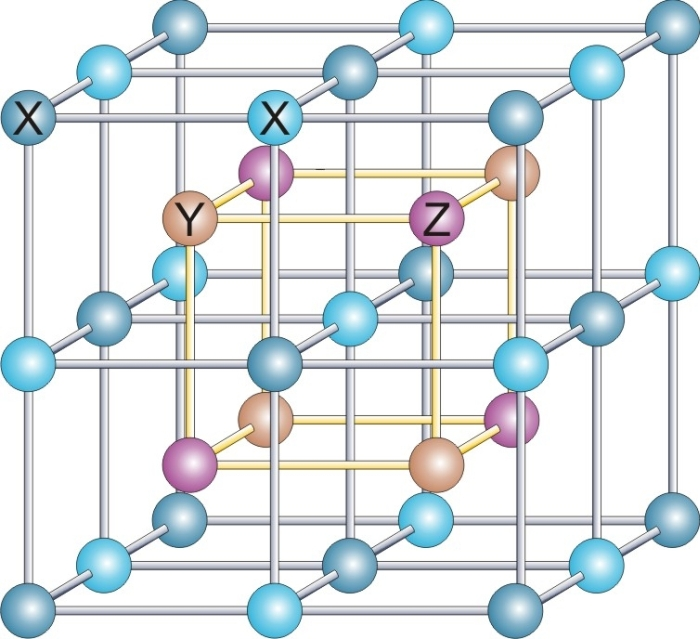
В случае полных соединений Гейслера формулы X_{2}YZ (например, Co_{2}MnSi) два из них заняты атомами X (структура L2_{1}); для полугейслеровых соединений XYZ одна ГЦК-подрешетка остается незанятой (структура C1_{b})

Сплавы Гейслера — тройные интерметаллические соединения с гранецентрированной кубической кристаллической структурой и с химической формулой {\displaystyle X_{2}YZ}, где X и Y являются переходными металлами, а Z относится к p-элементам (обычно  III или IV групп). Своё название эти сплавы получили в честь немецкого горного инженера и химика Фридриха Гейслера, который изучал один из таких сплавов (Cu2MnAl) в 1903 году. Наиболее широко на практике используется сплав Гейслера вида {\displaystyle Ni_{2}MnGa}.
Сплавы Гейслера проявляют память формы и сверхупругость и возможность управления этими эффектами с помощью магнитного поля. Память формы вызывается мартенситным фазовым переходом. Магнитное поле влияет на параметры мартенситной фазы вследствие магнитоупругого взаимодействия.
Сплав Гейслера {\displaystyle Cu_{2}MnAl}, состоящий из не ферромагнитных по отдельности металлов — меди (50 процентов), марганца (25 процентов) и алюминия (25 процентов) — имеет почти такие же сильные магнитные свойства, как и железо и является ферромагнетиком.
Методами порошковой металлургии удаётся довольно экономично получать сплавы вида Me-Ti-Al, где Me - Co, Fe или Cu.